# Банг Ганг (сучасна історія кохання)
«Банг Ганг (сучасна історія кохання)» (фр. Bang Gang (Une histoire d'amour moderne)) — французький фільм-драма 2016 року, повнометражний режисерський дебют Єви Гассон. Прем'єра стрічки відбулася 11 вересня 2015 року на Міжнародному кінофестивалі у Торонто.

## Сюжет
У заможному передмісті Біарріца на узбережжі Атлантичного океану підліток Алекс тимчасово живе один (пізніше зі своїм кращим другом Нікітою) в той час, коли його мати перебуває на роботі за кордоном. 16-річна красуня Жорж закохується в Алекса, який після декількох ночей з нею втрачає інтерес до дівчини й починає задивлятися на подругу Жорж, Летицію, яка у свою чергу намагається добитися уваги свого сором'язливого сусіда Габріеля. Ревнива Жорж намагається продумати план як змусити Алекса ревнувати, після чого збирає підлітків зі школи в Алекса удома і пропонує пограти спочатку в «пляшку», потім у «правда або бажання». Ситуація поступово виходить з-під контролю і проста вечірка перетворюється на масову оргію, якій в майбутньому вони дадуть назву Bang Gang і яка безповоротно заплутає усі любовні трикутники. Припиняти цю гру молоді не захочеться і компанія відкриватиме для себе нові грані сексуального життя, випробовуватиме себе на міцність, що спричинить драми і переоцінку цінностей. Кожен поводитиметься по-своєму, але ні для кого цей досвід не минеться безслідно.

## У ролях
| Фіннеган Олдфілд | ···· | Алекс           |
| Мерилін Ліма     | ···· | Жордж           |
| Лоренцо Лефевр   | ···· | Габріель        |
| Дейзі Брум       | ···· | Летиція         |
| Фред Отьє        | ···· | Нікіта          |
| Мануель Гассон   | ···· | батько Габріеля |
| Олівія Ланселот  | ···· | мати Габріеля   |
| Рафаель Поршерон | ···· | батько Летиції  |
| Тетяна Вернер    | ···· | мати Жорж       |
| Олів'є Лефевр    | ···· | батько Жорж     |

## Знімальна група
- Автор сценарію — Єва Гассон
- Режисер-постановник — Єва Гассон
- Продюсер — Лорен Боден, Дідар Домері, Гаель Ноуелль
- Композитор — Морган Кіббі
- Оператор — Маттіаш Троєлструп
- Монтаж — Емілі Орсіні
- Підбір акторів — Ель Амрані Байджа
- Художник-постановник — Давид Берсанетті

## Звукова доріжка
| #        | Назва                                                          | Тривалість |
| -------- | -------------------------------------------------------------- | ---------- |
| 1.       | «Dreaming of Red Openings»                                     | 3:29       |
| 2.       | «Oljato»                                                       | 3:12       |
| 3.       | «Kook»                                                         | 1:57       |
| 4.       | «I'd Rather Watch»                                             | 3:19       |
| 5.       | «Gabriel's Galaxy»                                             | 1:45       |
| 6.       | «Schoolhause»                                                  | 1:56       |
| 7.       | «Morning Skate»                                                | 0:54       |
| 8.       | «Oedo 606 (Surkin)»                                            | 3:28       |
| 9.       | «Tracking Me (Clément Bazin)»                                  | 4:26       |
| 10.      | «Let the Beat Control Your Body (Brodinski, feat. Louisahhh!)» | 3:38       |
| 11.      | «Amazon»                                                       | 2:27       |
| 13.      | «The Look»                                                     | 0:46       |
| 14.      | «Asleep»                                                       | 0:22       |
| 15.      | «Gimme Back the Night (Brodinski, feat. Theophilus London)»    | 4:13       |
| 16.      | «Auf Dem Wasser Zu Singen (Edith Wiens)»                       | 3:51       |
| 17.      | «Hope (Kid Wise)»                                              | 5:12       |
| 18.      | «Yo ! (Dinamics scratched Remix) (Donovans)»                   | 4:29       |
| 19.      | «The Faune»                                                    | 1:04       |
| 20.      | «Toi, elle et moi (Edward Barrow)»                             | 4:33       |
| 21.      | «The Fire»                                                     | 1:05       |
| 22.      | «Sugar Free»                                                   | 2:18       |
| 23.      | «Offset»                                                       | 0:58       |
| 24.      | «Ok, Alright»                                                  | 1:05       |
| 25.      | «Berlin»                                                       | 1:48       |
| 26.      | «Amoureuse»                                                    | 3:40       |
| 01:05:55 |                                                                |            |

## Нагороди та номінації
| Список нагород та номінацій         | Список нагород та номінацій | Список нагород та номінацій                 | Список нагород та номінацій | Список нагород та номінацій | Список нагород та номінацій |
| Кінопремія                          | Дата церемонії              | Категорія                                   | Номінант(и)                 | Результат                   | Дж                          |
| ----------------------------------- | --------------------------- | ------------------------------------------- | --------------------------- | --------------------------- | --------------------------- |
| Міжнародний кінофестиваль у Торонто | 2015                        | Премія «Платформа»                          | Єва Ганнсон                 | Номінація                   |                             |
| Лондонський кінофестиваль           | 2015                        | Сазерленд Трофі                             | Єва Ганнсон                 | Номінація                   |                             |
| Єрусалимський кінофестиваль         | 2016                        | Приз ФІПРЕССІ за міжнародний дебютний фільм | Банг Ганг                   | Номінація                   |                             |
| Премія «Люм'єр»                     | 30 січня 2017               | Найкращий молодий актор                     | Фіннеган Олдфілд            | Номінація                   | [ 5 ]                       |